# Mathilde Boniface
Mathilde Boniface épouse Delobe, née à Mons le 20 décembre 1911 et décédée à Ottignies le 23 février 1986, est une femme politique belge et une militante wallonne.
Licenciée en sciences mathématiques de l'ULB à une époque où peu de femmes étaient universitaires, elle exerce en fait le métier de kinésithérapeute à Bierges après la guerre. Elle adhère dès cette époque à Wallonie libre où elle prend de plus en plus conscience des problèmes économiques de la Wallonie.
Elle adhère au Rassemblement wallon dès sa création (1968), est élue conseillère communale de Bierges et devient échevine de Wavre (1976-1982).
Aux élections du 8 octobre 1981, elle est élue députée et demeure avec Henri Mordant, élu à Liège, la seule représentante du Rassemblement wallon dont le Rassemblement populaire wallon vient de faire dissidence parce qu'il n'acceptait pas les listes communes avec le FDF.
Une fondation a été créée à son nom.